# Maurice Pardon
Pour les articles homonymes, voir Pardon (homonymie).
 (janvier 2018).
Si vous disposez d'ouvrages ou d'articles de référence ou si vous connaissez des sites web de qualité traitant du thème abordé ici, merci de compléter l'article en donnant les références utiles à sa vérifiabilité et en les liant à la section « Notes et références ».
Maurice Pardon, né le 28 décembre 1884 à Vitry-sur-Seine et mort le 16 octobre à Septmonts, est un coureur cycliste français. Professionnel de 1908 à 1911, il a obtenu son meilleur résultat sur le Tour de France 1910 en prenant la 21e place du classement général. Il s'est également classé 9e du Championnat de France en 1909.

## Biographie

### Tour de France 1910
Pardon dispute le Tour de France 1910 au sein du peloton des "isolés". À cet égard, il ne possède aucune assistance (matériel, gîte ou couvert) et doit se débrouiller entièrement seul. À la suite d'une arrivée d'étape où, mort de faim, il se rue sur les victuailles réservées aux coureurs "groupés", Henri Desgrange le prive de tous droits aux prix et récompenses. Fauché et affamé, Pardon termine néanmoins à la 21e place du classement général final.

## Palmarès
- 1909
  - 2e de Paris-Calais
  - 9e du Championnat de France
  - 19e de Paris-Bruxelles
- 1911
  - 15e de Paris-Tours

### Résultats sur les grands tours

#### Tour de France
4 participations
- 1908 : abandon (4e étape)
- 1909 : abandon (12e étape)
- 1910 : 21e
- 1911 : 23e